# San Mango Piemonte
San Mango Piemonte è un comune italiano di 2 645 abitanti della provincia di Salerno in Campania.

## Geografia fisica
San Mango Piemonte è situato ai piedi dei Monti Picentini, e si sviluppa alle pendici del monte Tubenna in una pianura che digrada dolcemente sino alle pendici delle colline di Giovi, al confine meridionale e sud-occidentale del comune, dove lo stesso si incontra con Salerno.

## Storia
Il paese fu fondato, stando ad alcune fonti storiche, nell'88 a.C., in seguito alla distruzione della città di Picentia ad opera dei Romani, avvenimento questo che costrinse gli abitanti a fuggire sui monti intorno alla antica città, determinando la nascita di numerosi nuclei abitativi nelle vallate dominate dai Monti Picentini.
L'attuale toponimo San Mango Piemonte deriva dall'allitterazione ed abbreviazione dell'antico nome di Terra Sancti Magni Pedemontis, a sua volta ricavato dal nome del patrono san Magno e dalla ubicazione del più antico nucleo abitativo, alle pendici del Monte Tubenna.
Tradizione popolare vuole, infatti, che il Vescovo di Trani, Magno (martirizzato nel 251) sia passato in queste terre fuggendo da persecuzioni, rifugiandosi in una grotta sul monte che oggi ha il nome di San Magno e che domina, insieme al Monte Tubenna, l'abitato. Si racconta che, dopo la morte, il Santo sia apparso ai fedeli, indicando la grotta come luogo dove voleva che sorgesse un eremo, poi costruito e divenuto meta di pellegrinaggio nel giorno della festa patronale.

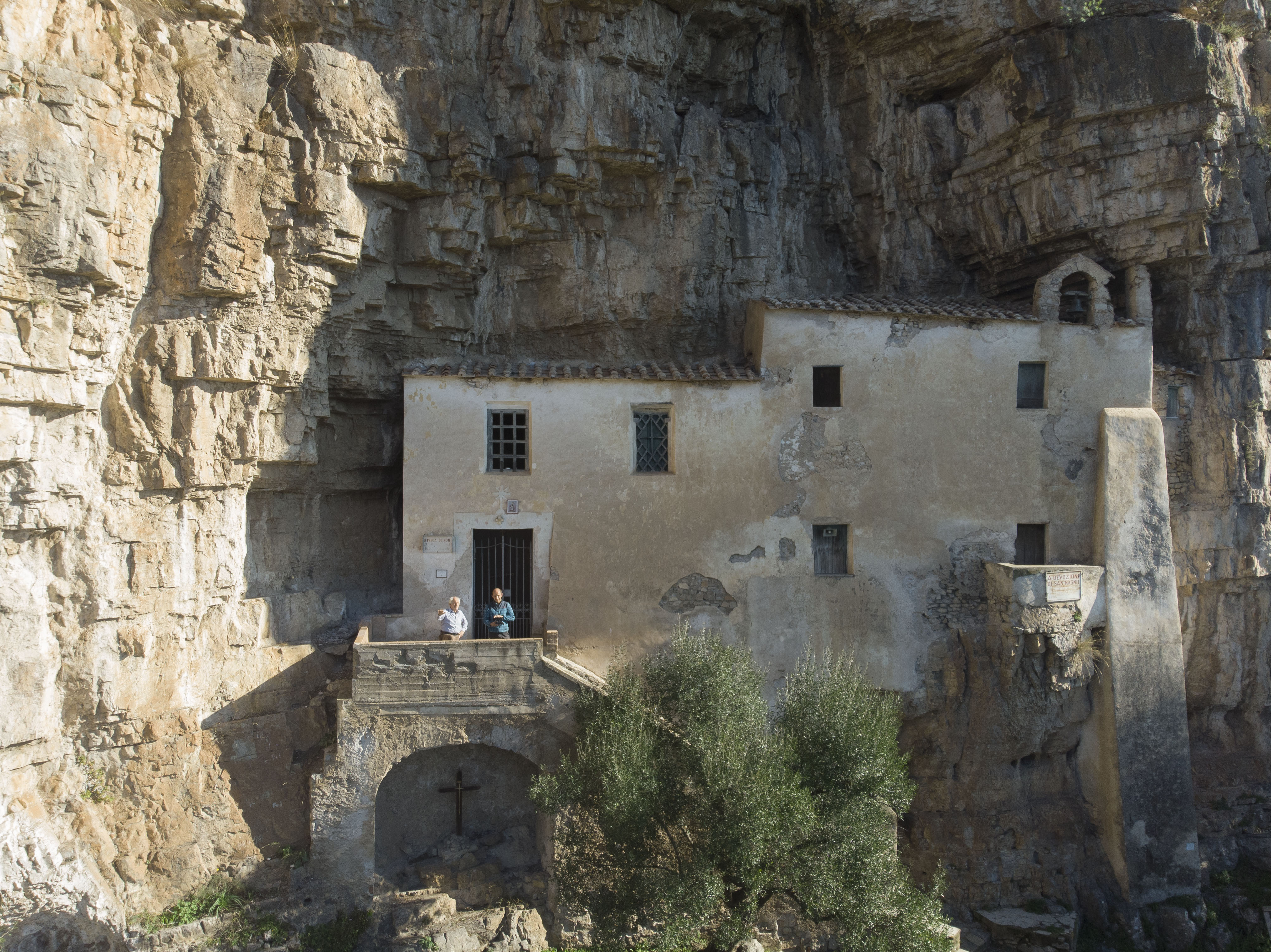
Eremo San Magno

San Mango fu inizialmente un paese estremamente legato alle vicende della vicina città di Salerno distante soli 13 km, anche a causa delle piccolissime dimensioni del nucleo abitativo.
Tuttavia nel XII secolo, assunse un ruolo importante nel sistema difensivo del Principato di Salerno, conquistando una forte identità che portò all'istituzione di una propria Universitas.
Il paese crebbe poi ulteriormente nei secoli successivi con la signoria dei Santomango che, con le loro fortune, favorirono il distacco del paese dal Principato di Salerno, e la formazione di una autonoma Baronia di Santo Mango. Fu poi signoria dei Sanseverino, dei Caracciolo e infine dei Cavaselice che si fregiarono del titolo di Marchesi di San Mango e ne furono signori fino al XVIII secolo.
Il comune, fino al 1862 era denominato semplicemente "San Mango". Il nome venne mutato a seguito del Regio Decreto n. 935 del 1862.
Dal 1811 al 1860 ha fatto parte del circondario di San Cipriano, appartenente al Distretto di Salerno del Regno delle Due Sicilie.
Dal 1860 al 1927, durante il Regno d'Italia, ha fatto parte del mandamento di San Cipriano, appartenente al Circondario di Salerno.

### Simboli
Lo stemma e il gonfalone sono stati concessi con decreto del presidente della Repubblica del 25 ottobre 1999.
Il gonfalone è un drappo di giallo.

## Monumenti e luoghi d'interesse
- Eremo di San Magno, antica grotta rifugio del santo patrono e luogo di pellegrinaggio nel giorno della festa patronale con la miracolosa immagine del loro patrono affrescata sulla parete della roccia e datata 1541.
- Chiese di S. Maria e S. Magno, S. Nicola e Sant'Antonio, San Matteo ad Offiano risalenti all'XI ed al XII secolo, sebbene più volte ricostruite.
- Edicole votive di via Relli (centro storico) in onore di san Magno datata 1855 e via Piedimonte.
- Castello Merola.
- Sono numerose le masserie, alcune di origine medievale, testimonianti la tradizione agricola del territorio.

## Società

### Evoluzione demografica
Abitanti censiti

### Religione
La maggioranza della popolazione è di religione cristiana di rito cattolico; il comune appartiene alla forania di Salerno Ovest - Ogliara dell'arcidiocesi di Salerno-Campagna-Acerno, comprendente una parrocchia:
- Santi Nicola e Matteo in San Mango Piemonte.

Il giorno del Santo Patrono, il 19 agosto, una processione porta la statua di San Magno da Trani all'eremo che si trova sulla sommità del colle omonimo dove molti lo attendono dopo una veglia durata l'intera notte precedente.

## Infrastrutture e trasporti

### Principali arterie stradali
- Uscita autostradale di San Mango Piemonte sulla A2 Salerno-Reggio Calabria;
- Strada Provinciale 105 Bivio Castiglione del Genovesi-S.Mango Piemonte.
- Strada Provinciale 333 S.Mango Piemonte-Bivio Altimari.
- Strada Provinciale 26/a San Mango Piemonte-San Cipriano Picentino-Giffoni Sei Casali-Giffoni Valle Piana.

## Amministrazione

### Sindaci
| Periodo        | Periodo        | Primo cittadino      | Partito                       | Carica                    | Note |
| -------------- | -------------- | -------------------- | ----------------------------- | ------------------------- | ---- |
| 23 aprile 1995 | 13 giugno 1999 | Elio Sguazzo         | lista civica                  | Sindaco                   |      |
| 13 giugno 1999 | 25 marzo 2002  | Elio Sguazzo         | centro-destra                 | Sindaco                   |      |
| 25 marzo 2002  | 25 maggio 2003 | Marisa Di Vito       | -                             | commissario straordinario |      |
| 26 maggio 2003 | 13 aprile 2008 | Gaetano Napoletano   | lista civica                  | Sindaco                   |      |
| 14 aprile 2008 | 26 maggio 2013 | Alessandro Rizzo     | lista civica                  | Sindaco                   |      |
| 27 maggio 2013 | 10 giugno 2018 | Alessandro Rizzo     | lista civica Futuro Possibile | Sindaco                   |      |
| 10 giugno 2018 | in carica      | Francesco Di Giacomo | lista civica Insieme          | Sindaco                   |      |

### Altre informazioni amministrative
Le competenze in materia di difesa del suolo sono delegate dalla Campania all'Autorità di bacino regionale Destra Sele.
Per quel che riguarda la gestione dell'irrigazione e del miglioramento fondiario, l'ente competente è il Consorzio di bonifica in Destra del fiume Sele.

## Sport
La squadra di calcio del paese è l'ASD Temeraria 1957 militante nel campionato di Promozione.

### Impianti sportivi
È presente sul territorio comunale, nelle immediate vicinanze dell'uscita autostradale, il centro sportivo più grande del meridione italiano.